# Donnie Yen
Donnie Yen (* 27. červenec 1963 Kanton, Kuang-tung, Čína) je čínský herec a režisér.
Bojovému umění se začal učit už v mládí od své matky, jež byla přebornice v kung-fu. Když se v jedenácti letech přestěhovali do spojených států, Donnie se chtěl i nadále učit kung-fu a proto ho matka poslala zpátky do Číny.
V Hongkongu Donnie natočil svůj první film Drunken tai-chi režírovaný Woo-ping Yuenem. Krátce potom si zabojoval s Jet Lim ve filmu Tenkrát v Číně 2. Roku 1995 podobně jako Bruce Lee i Jet Li točil Fist of fury.
Herecké výkony podával i v Hollywoodu např. ve snímku Rytíři ze Šanghaje s Jackie Chanem. V roce 2008 si ve filmu Ip Man zahrál Yip Mana – učitele Bruce Leeho.

## Herecká filmografie
- 2023 John Wick: Kapitola 4
- 2019 Ip Man 4: Finále
- 2017 Rogue one a Star Wars story
- 2017 Návrat Xandra Cage
- 2015 Yip Man 3
- 2011 Osamělý válečník
- 2010 Návrat Chen Zhena
- 2010 Ip Man 2 - Yip Man
- 2010 14 ostří
- 2009 Jak Bruce Lee změnil svět (dokument)
- 2009 Ochránci a zabijáci
- 2009 Založení republiky
- 2008 Císařovna a bojovníci
- 2008 Ip Man - Yip Man
- 2006 Strážce dračí brány
- 2005 Sedm mečů
- 2005 Zóna smrti
- 2003 Rytíři ze Šanghaje
- 2002 Blade 2
- 2002 Hrdina - Nebeský
- 2001 Fist of Fury: The Sequel (seriál)
- 2000 Highlander: zúčtování
- 1993 Meč proti meči
- 1992 Tenkrát v Číně 2
- 1990 Tygří klec 2
- 1988 Tygří klec

## Režijní filmografie
- 2003 Krotitelé upírů
- 1999 Puma - Bojovník s dobrým srdcem